# Сэминг
Сэминг — король Холугаланда или Норвегии согласно эвгемеристическим данным Снорри Стурлусона. Говорили, что он был сыном Одина или Ингви-Фрейра.
Согласно прологу Младшей Эдды, Сэминг был одним из сыновей Одина и предком королей Норвегии и ярлов Хладира. Снорри рассказывает, что Один поселился в Швеции и:
После этого он пошел на север, пока его не остановило море, которое, как думали люди, окружало всю землю; и там он поставил своего сына над королевством, которое теперь называется Норвегией. Этим королем был Сэминг; от него ведут свое происхождение короли Норвегии, а также ярлы и другие могущественные люди, как сказано в Háleygjatal.
- Пролог Прозаической Эдды
В саге об Инглингах Снорри добавляет, что матерью Сэмингра была Скади:
Ньёрд взял жену по имени Скади; но она не захотела жить с ним и впоследствии вышла замуж за Одина и родила от него много сыновей, одного из которых звали Сэминг; и о нём Эйвинд Скальдаспиллер поет так:  --
«Сына Асу царица Скади родила
Сэминга, который окрасил свой щит в кровь, --
Великан-королева скал и снега,
Кто любит жить на земле внизу,
Дочь железной сосны, она
Выросшая из скал, которые бьют море,
Один родил много сыновей,
Героев, победивших в многих битвах».

К ярлу Сэмингу Хакон Великий возводил свою родословную.
- Сага об Инглингах (9), перевод Лэнга.
Сэминг также указан среди сыновей Одина в þulur.
Но в прологе Heimskringla Снорри упоминает, что, согласно утерянной строфе Háleygjatal Эйвиндра Скалдаспиллира, Сэмингр был сыном Ингви-Фрейра.
В поздней саге о Хальфдане Эйстейнссоне также сообщается, что Сэминг был сыном Одина. Сага добавляет, что он правил Халогаландом. Он женился на Науме, и у него родился сын по имени Транд.
Шведский король по имени Семинг (вероятно, то же имя, что и у норвежского короля) становится жертвой драугра, который владеет легендарным мечом в «Саге о Хромунде Грипссоне». Похожее имя, «Sámr», связано с персонажами как в саге о Храфнкеле, так и в саге о Ньялсе .

## использованная литература
- Бродер, Артур Гилкрист (пер.). 1916 год. Снорри Стурлусон: Прозаическая Эдда . Нью-Йорк: Американо-скандинавский фонд .
- Лэнг, Сэмюэл (пер. ), Андерсон, Расмус Б. (ред., примечания). 1907 г. Снорре Стурласон: Хеймскрингла: история скандинавских королей . Лондон: общество Norrœna. Впервые опубликовано: 1844 г.